# El Peñón (Catamarca)
El Peñón es una localidad del Departamento Antofagasta de la Sierra, en el noroeste de la provincia argentina de Catamarca.
Se encuentra sobre la ruta provincial 43, a 63 km de Antofagasta de la Sierra hacia el norte, y a 221 km de Belén y 534 km de San Fernando del Valle de Catamarca hacia el sur.
Distancia desde la localidad de San José, departamento Santa María es de 276km

## Población
Cuenta con 263 habitantes (Indec, 2010), lo que representa un incremento del 17% frente a los 224 habitantes (Indec, 2001) del censo anterior.
| Gráfica de evolución demográfica de El Peñón entre 1991 y 2010 |
|                                                                |
| Fuente: Censos nacionales del INDEC                            |

- Datos: Q5351834